# Вішниці-Кольонія
Вішниці-Кольонія (пол. Wisznice-Kolonia) — село в Польщі, у гміні Вишниці Більського повіту Люблінського воєводства.
Населення — 294 особи (2011).
У 1975-1998 роках село належало до Білопідляського воєводства.

## Демографія
Демографічна структура станом на 31 березня 2011 року:
|          | Загалом | Допрацездатний вік | Працездатний вік | Постпрацездатний вік |
| -------- | ------- | ------------------ | ---------------- | -------------------- |
| Чоловіки | 148     | 34                 | 98               | 16                   |
| Жінки    | 146     | 28                 | 78               | 40                   |
| Разом    | 294     | 62                 | 176              | 56                   |